# يوليا أوج
يوليا أوج (بالروسية: Юлия Ауг)‏ هي كاتبة سيناريو ومخرجة وممثلة روسية (وحملت سابقاً جنسية الاتحاد السوفيتي)، ولدت في 8 يونيو 1970 بسانت بطرسبرغ في روسيا. بدأت مشوارها المهني سنة 1989، ومن الجوائز التي نالتها جائزة التلفزيون الصناعي ‏ وجائزة نيكا.

## جوائز
- جائزة التلفزيون الصناعي [الإنجليزية]‏
- جائزة نيكا

## وصلات خارجية
- يوليا أوج على موقع IMDb (الإنجليزية)
- يوليا أوج على موقع ألو سيني (الفرنسية)
- يوليا أوج على موقع قاعدة بيانات الفيلم (الإنجليزية)
- يوليا أوج على موقع كينوبويسك (الروسية)